# Calea ferată Beclean pe Someș–Rodna Veche
Calea ferată Beclean pe Someș–Rodna Veche este o cale ferată principală în România. Ea traversează nordul Transilvaniei, pe valea râului Someșul Mare.

## Istoric
La momentul construirii căii ferate, regiunea Transilvania aparținea de Regatul Ungariei. În anul 1886 a fost pusă în funcțiunea calea ferată de la Dej către Bistrița. Cu scopul de a dezvolta exploatarea zăcămintelor de fier de la Rodna Veche (azi Rodna, în germană Rodenau sau Rodna, în maghiară Óradna), guvernul ungar a acordat permisiunea de a se construi o cale ferată din orașul Beclean (în germană Bethlen, în maghiară Bethlen) care să ajungă la Rodna. Calea ferată a fost pusă în funcțiune în anul 1890 și a fost exploatată de compania feroviară locală Naszódvidéker.
Ulterior, calea ferată a fost naționalizată și trecută în administrarea companiei feroviare ungare de stat MÁV.
La sfârșitul primului război mondial, Transilvania a devenit parte componentă a României, iar căile ferate din Transilvania au fost preluate de compania feroviară română de stat CFR. În urma Dictatului de la Viena (1940), teritoriul Transilvaniei a fost împărțit între România și Ungaria, iar acest traseu feroviar a trecut temporar pe teritoriul Ungariei. În 1944 calea ferată a redevenit românească.

## Situație actuală
Calea ferată Beclean pe Someș–Rodna Veche este cu linie simplă. Tronsonul de la Beclean la Ilva Mică este electificat și face parte actualmente din magistrala feroviară de la Cluj-Napoca la Suceava. Pe aici trec zilnic mai multe trenuri accelerate. Tronsonul neelectrificat de la Ilva Mică spre Rodna Veche prezintă o importanță mai redusă.

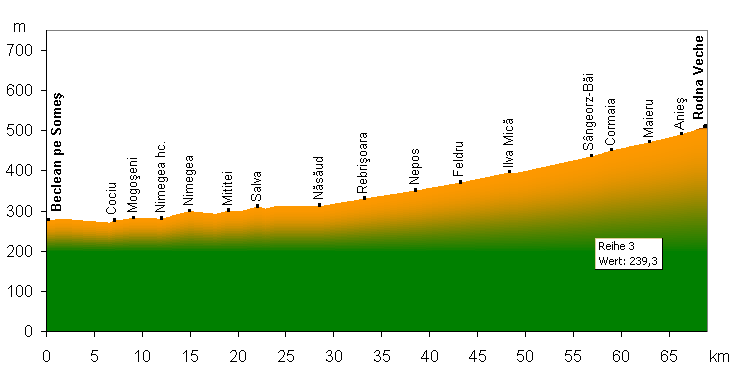
Profilul la înălțime al căii ferate